# Navalpotro
Navalpotro es una localidad española del municipio de Torremocha del Campo, perteneciente a la provincia de Guadalajara, en la comunidad autónoma de Castilla-La Mancha. En 2017 contaba con 13 habitantes.

## Geografía
La localidad pertenece al término municipal guadalajareño de Torremocha del Campo, en la comunidad autónoma de Castilla-La Mancha. En el siglo XIX se menciona que el término comprendía «un monte poblado de encina y roble».

## Historia
A mediados del siglo XIX el lugar, por entonces con ayuntamiento propio, tenía contabilizada una población de 141 habitantes. Aparece descrito en el decimosegundo volumen del Diccionario geográfico-estadístico-histórico de España y sus posesiones de Ultramar de Pascual Madoz de la siguiente manera:

NAVALPOTRO: l. con ayunt. en la prov. de Guadalajara (11 leg.), part. jud. y dióc. de Sigüenza (3), aud. terr. de Madrid (21), c. g. de Castilla la Nueva. sit. en terreno pedregoso sobre una pequeña altura, con libre ventilación y clima sano. Tiene 40 casas; la consistorial; escuela de instrucción primaria; dos fuentes de buenas aguas; una igl. parr. (la Asunción de Ntra. Sra.) servida por un cura y un sacristan; un cementerio que antes fue ermita dedicada á San Prudencio. térm.: confina con los de Torremocha, Laranueva, Torrecuadrada, Algora y el Sotillo; el terreno, que participa de quebrado y llano, es de regular calidad; comprende un monte poblado de encina y roble. caminos: los que dirigen á los pueblos limítrofes. correo: se recibe y despacha en la cab. del part. prod.: cereales, legumbres, leñas de combustible y carboneo y yerbas de pasto, con las que se mantiene ganado lanar y las yuntas necesarias para la agricultura; hay caza de liebres, conejos y perdices. ind.: la agrícola. comercio: esportacion del sobrante de frutos y ganados, é importación de los art. que faltan. pobl.: 35 vec., 141 alm. cap. prod.: 640,000 rs. imp.: 51,200. contr.: 2,676.
(Madoz, 1849, pp. 61-62)

El municipio de Navalpotro desapareció en 1970 al incorporado junto con los de Torresaviñán, Laranueva, La Fuensaviñán, Renales y Torrecuadrada de los Valles al término municipal de Torremocha del Campo.
En 2017 contaba con 13 habitantes.

## Demografía
| Gráfica de evolución demográfica de Navalpotro entre 1842 y 1960 |
| |
| Población de derecho según los censos de población del INE Población de hecho según los censos de población del INEEntre el censo de 1970 y el anterior, este municipio desaparece porque se integra en el municipio Torremocha del Campo |